# Etanojska kislina
Ocetna kislina (pravilneje etanojska kislina, formula CH3COOH) je organska kislina. Je pomembna sestavina navadnega kisa, vsebuje je okoli 5–15 %. Njene soli se imenujejo acetati.
Brezvodna ocetna kislina se imenuje tudi ledocet, saj že pri temperaturi pod 16,7 °C tvori ledu podobne kristale.
Ocetna kislina je poleg vode glavna sestavina kisa  in ima izrazito kisel okus ter oster vonj. Čeprav je razvrščena med šibke kisline je koncentrirana ocetna kislina jedka.
Ocetna kislina je ena od najpreprostejših karboksilnih kislin. Uporabljajo jo v industriji pri proizvodnji celuloznega acetata predvsem za fotografske filme in lopila za les. V gospodinjstvih se razredčena ocetna kislina pogosto uporablja za odstranjevanje vodnega kamna, v živilski industrijipa se jo uporablja kot aditiv za živila z oznako E260, kot regulator kislosti in kot začimbo.
Svetovno povpraševanje po ocetni kislini je okrog 6,5 milijona ton na leto od tega približno 1,5 milijonov ton / a jo pridobijo z recikliranjem, preostanek je izdelajo iz petrokemične surovine.

## Zgodovina
Kis je bil znan že v civilizaciji, kot naravna posledica izpostavljenosti piva in vina na zraku. Uporaba ocetne kisline v alkimiji sega v 3. stoletje pred našim štetjem, ko je grški filozof Theophrastus opisal, kako se je kis odzval na kovino, uporabljali so ga tudi za proizvodnjo pigmentov v umetnosti. Stari Rimljani so kuhali kislo vino in tako dobili zelo sladek sirup imenovan Sapa. Sapa je bila bogata s svinčevim acetatom (sladko snovjo) imenovano tudi sladkor iz svinca ali sladkorjev Saturn. To so uporabljali za zastrupitve rimskih aristokratov.
V 8. stoletju je bil Jabir Ibn Hayyan (Geber) prvi, ki se je osredotočil na ocetno kislino iz kisa prek destilacije. V renesansi je ocetno kislino pripravljal skozi suho destilacijo nekaterih kovinskih acetatov. 

## Kemijske lastnosti

### Kislost
Vodikov atom se v karboksilni skupini (-COOH) karboksilne kisline loči od ocetne kisline z ionizacijo molekule:
CH3CO2H  →  CH3CO2-  +  H+
Zaradi tega se sprošča proton (H +) ocetne kisline, ki ji da kisel značaj. Ocetna kislina je šibka kislina v vodni raztopini ima vrednost pKa 4,75, njena konjugirana baza je acetat (CH3COO-).1,0 M raztopina (koncentracija domačega kisa), ima pH vrednost 2,4.